# Bataille de Gorni Dubnik
Guerre russo-turque de 1877-1878
Batailles
Kizil Tepe — Zimnicea — Sistova — Nikopol — 1re col de la Chipka — 2e col de la Chipka — Lovča — 3e col de la Chipka — Gorni Dubnik — Kars — Plevna — Tashkessen — 4e col de la Chipka-Cheïnovo — Philippopolis
La bataille de Gorni-Dubnik (en bulgare : Битка при Горни Дъбник) le 24 octobre 1877 est un affrontement de la guerre russo-turque de 1877-1878. Cette bataille fut la première et décisive opération militaire menée par les forces occidentales russes visant à couper les lignes de ravitaillement et de communication de la garnison ottomane à Pleven et à compléter l'encerclement la ville. Les troupes russes rencontrent d'abord une résistance féroce, qui s'effondre rapidement sous l'attaque des deux flancs. Les défenses ottomanes sont repoussées et le régiment de tireurs d'élite de la Garde prend d'assaut les murs de la forteresse.

## Contexte
Le général russe Iossif Gourko a été rappelé du col de Chipka pour attaquer d'autres villes autour de Pleven. Dans le but de pouvoir mettre fin plus rapidement au siège de Pleven, les troupes russes attaquent le poste situé 30 km plus à l'ouest sur la route de Vidin et Sofia. Auparavant, début septembre, lors de la bataille de Lovetch, une importante garnison ottomane avait été vaincue plus au sud.

## Les préparations
Le plan d'attaque était d'empêcher les tentatives de la garnison de Pleven de renforcer les troupes ottomanes dans les redoutes (village de Dolni Dabnik et village de Telich). Le plan était déjà connu des officiers supérieurs. Les ordres furent donnés aux troupes le lendemain. L'attaque était prévue pour le 24 octobre.
Les fortifications ottomanes ont été construites du 20 au 30 septembre 1877, sur la colline près du village de Gorni Dubnik (en bulgare Горни Дъбник). La route Sofia-Pleven traverse cette ligne de fortifications entre deux collines fortifiées. Sur la colline nord se trouvait la « Grande Redoute » qui commandait également la « Petite Redoute » sur la colline sud. La colline nord avait des pentes presque verticales, la colline sud était relativement plate. Les redoutes étaient occupées par 3 800 hommes (composés de 6 bataillons de l'armée ottomane de 800 hommes, 6 escadrons et 4 canons) sous le commandement d'Ahmed Hifzi Pacha (en).
Face aux Ottomans étaient alignés 15 613 chasseurs russes et 48 canons. Ces troupes, commandées par le lieutenant-général Gourko, étaient composées d'unités de la Garde fraîchement arrivées de Russie. Elles sont organisées en trois groupes : le groupe de droite (sous le général-major Ellis) attaque depuis le nord-est, celui du centre (sous le général-major Sedeler) du sud-est et celui de gauche (sous le général-major Rosenbach) attaque depuis le sud-ouest.

## L'attaque du 24 octobre
L'attaque russe s'est déroulée en trois étapes. La première attaque (jusqu’à midi) consiste en des actions non coordonnées des trois groupes russes. Le groupe central obtient les succès les plus significatifs. Vers 9h30, le régiment des Grenadiers de la Garde attaque, prend la « Petite Redoute » et poursuit l'ennemi, puis attaque la « Grosse Redoute » sans succès. Le régiment de la garde Moskovski se approche une centaine de pas de la « Grande Redoute ». Le groupe de droite russe, sous le feu près du village de Dolni Dabnik, s'est approché à moins de 800 pas. Le régiment de la garde Finliandski, qui appartient au groupe de gauche, réussit à prendre quelques tranchées. La deuxième étape de l'attaque commence vers 15 ou 17 heures. Le groupe de droite s'approche par endroits à 40 pas de la « Grande Redoute ». Gourko décide de conserver les positions qu'il avait conquises et de préparer une attaque de nuit. La troisième phase de l'attaque commence spontanément, à l'insu des commandants, surpris par l'initiative personnelle des soldats du régiment de tireurs d'élite de la Garde finno-russes . Les soldats sont montés à l'assaut, défiant le règlement et utilisant leurs propres tactiques : se retrancher, se déplacer par petits groupes, se couvrir avec le soutien de l'artillerie. Ils entrent dans la « Grande Redoute », où éclatent de violents combats au corps à corps.
Grâce à leurs effectifs supérieurs, les Russes repoussèrent rapidement les défenseurs ottomans. Le général Gourko réitéra ses attaques jusqu'à ce que finalement les défenseurs de Hifzi Pacha abandonnent. Le mois suivant, d'autres bastions ottomans tombèrent, notamment Orchanie (aujourd'hui Botevgrad). Ces combats furent si violents que seule la troisième offre de capitulation ottomane fut acceptée par les Russes.

## Issue
La garnison ottomane de Gorni Dubnik est écrasée et les survivants sont faits prisonniers. Les forces russes ont ainsi franchi une étape importante vers le blocus complet de Pleven. La garnison de Pleven capitule un mois et demi plus tard, le 10 décembre.
Côté russe, il y a eu 3 302 morts et blessés. Parmi eux se trouvait le major-général Vassili Lavrov, commandant du régiment finlandais de la Garde. Les pertes ottomanes s'élèvent à 1 500 tués et 2 298 capturés.
Pour commémorer la bataille, le complexe commémoratif « Général V.N. Lavrov » a été construit près du village de Gorni Dubnik.

## littérature
- F. V. Greene, The Russian Army and Its Campaigns in Turkey in 1877–1878, Swedenborg Press, 2008 (ISBN 978-1-4437-8531-0)
- Tsonko Genov, Osvoboditelnata voïna 1877–1878. éditions Nauka i Iskustwo, Sofia, 1978, bulg. (Цонко Генов: Освободителната война 1877–1878. Изд. „Наука и Изкуство“, София, 1978, с.170-171)
- Georgi Georgiev, Osvoboditelnata voïna 1877–1878. dictionnaire encyclopédique, éd. P. Beron, Sofia, 1986, S. 102, 141-142, bulg. (Освободителната война 1877-1878, Енциклопедичен справочник, Георгиев Георги, ДИ „П.Берон“, София, 1986, с. 102, 141-142)
- I. Rengarten, Detelnost Lejb-gwardiii Sapernowo bataliona be pochod 1877–1878 gg. be ewropejskoj Turzii. Saint-Pétersbourg, 1879, russ. (И.Ренгартенъ. Дѣтельность Лейбъ-гвардiии Сапернаго баталiона въ походѣ 1877–1878 гг. въ европейской Турции. Типографиiя Департамента Удѣлов. Санкт-Петербургъ. 1879)